# Nick Russell
Nick Russell (22 de marzo de 1991, Duncanville, Texas) es un baloncestista estadounidense que pertenece a la plantilla del KFUM Nassjo Basket de la Basketligan sueca. Con 1,93 metros de estatura, juega en la posición de escolta.

## Carrera deportiva
El escolta estadounidense se formó a caballo entre las universidades de Kansas State Wildcats (2009–2011) y SMU Mustangs (2012–2014). Tras no ser drafteado en 2014, comenzaría su carrera profesional en Chipre en las filas del ETHA Engomis de la Primera División de baloncesto de Chipre.
Con ETHA, ganó la Copa de baloncesto de Chipre en 2015. Con el club chipriota, promedió 12.3 puntos, 4.4 rebotes, 2.5 rebotes y 1.7 robos por partido.
El 7 de julio de 2015, firmó con Walter Tigers Tübingen de la Basketball Bundesliga. El 23 de agosto de 2016, Russell dejó Walter Tigers Tübingen y firmó con el club griego Apollon Patras de la A1 Ethniki.
En la temporada 2017-18, se marcha a Rumanía para jugar en las filas del Piteşti en el que promedia 10.91 por encuentro en los 34 partidos disputados en la Liga Națională (baloncesto).
Tras un año sin equipo, en junio de 2019 hace oficial su contratación por KFUM Nassjo Basket de la Basketligan sueca. En las filas del conjunto sueco juega 32 partidos en los que promedia 18.62 puntos por partido.